# Савіненки
Савіне́нки (рос. Савиненки) — присілок у складі Афанасьєвського району Кіровської області, Росія. Входить до складу Гордінського сільського поселення.
Населення становить 3 особи (2010, 5 у 2002).
Національний склад станом на 2002 рік — росіяни 100 %.